# Compesières
Compesières désigne à la fois un hameau, une paroisse et une ancienne commune du canton de Genève.
Ce territoire appartenait autrefois au duché de Savoie, avant d'être rattaché à Genève avec les « Communes réunies » par le traité de Turin de 1816.
Compesières est aujourd'hui le centre administratif, religieux et scolaire de la commune de Bardonnex. Le site est classé d’importance nationale.

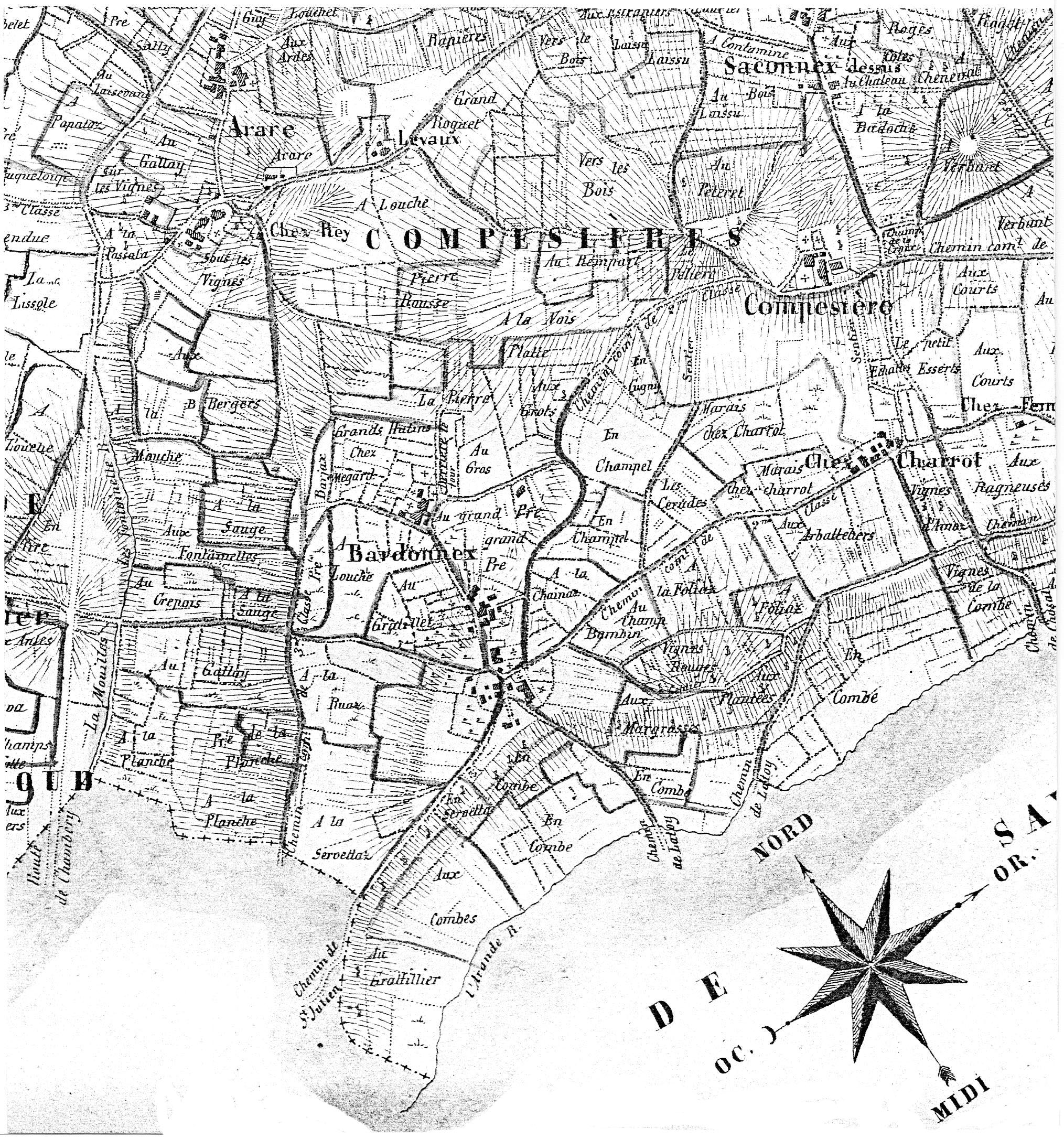
Détail de la carte Mayer de 1830

Les habitants du hameau se nomment les Compesiérands.

## Géographie
La route qui traverse Compesières du nord au sud est une très ancienne voie de communication, figurant à l'Inventaire des voies de communication historiques de la Suisse. Des anciennes dénominations comme « chemin public tendant de Genève à Cruseilles » ou « grand chemin tendant au Chable et à Cruseilles » montrent son importance régionale.

## Toponymie
Les premières mentions datent de la fin du XIIe siècle et du siècle suivant : Compeisires (1170), Conpeseres (1227),  Compeseres (1270), Cura de Compeseres (v. 1344), Compesieres (1739). Dès le XVIIe siècle, on trouve les expressions paroisse de Compesières, village de Compesières, hutins de Compesières.
On ne connaît pas l'origine du nom « Compesières ». Selon le site Internet henrysuter.ch, le toponyme pourrait avoir la même origine que Compois, commune de Meinier (Genève), avec un suffixe collectif -ère. Compois proviendrait de l'ancien français "compos, compost, compois, compoix", soit « état des biens immeubles d'une communauté », aussi « engrais, fumiers ».
Une famille noble appelée de Compesières habitait apparemment ce même lieu. La plus ancienne mention connue concernant cette famille est un acte de 1178. Un Petrus Compeseres est reçu bourgeois de Genève en 1420.

## Histoire

### Période antique
Compesières se trouve sur la via Gebennensis du pèlerinage de Saint-Jacques-de-Compostelle. Un établissement romain à l'emplacement de l'église actuelle est avéré. Des fragments de céramique antique ont été retrouvés lors de fouilles archéologiques de 2005-2006, ils sont datés entre les Ier et IIIe siècles. Les fouilles ont aussi révélé les fondations de grands bâtiments dès le Ve siècle, assurément une église dès le VIIe siècle, transformée et agrandie jusqu’au Xe siècle,.

### Période féodale
Un village aurait peut-être existé proche ou autour de l'église à l'époque féodale, en direction d'Évordes, lieu-dit Badosse (« Badoçhe » en patois) ou Verbant (anciennement « Vers Bans »). C'est en tout cas ce que rapporte la tradition orale, et des débris de tuile et de pierre à bâtir ont été retrouvés dans le sol.
L'église de Compesières est dédiée à Saint Sylvestre. Les fouilles réalisées dans l’église actuelle en 2005-2006 ont montré l’existence d’un bâtiment dédié au culte depuis les Ve et VIIe siècles. 
L'ancienne paroisse de Compesières s'étendait aux hameaux situés entre les paroisses de Bardonnex (qui comprenait Lathoy, aujourd’hui en France), et Bossey (qui comprend alors Landecy et Évordes). Après la période bernoise, la paroisse catholique s'agrandit et s'étend de Plan-les-Ouates à Landecy et englobe l’ancienne paroisse de Bardonnex. C'est dans ces limites qu'est créée la commune de Compesières à l'époque française.

#### Les Hospitaliers

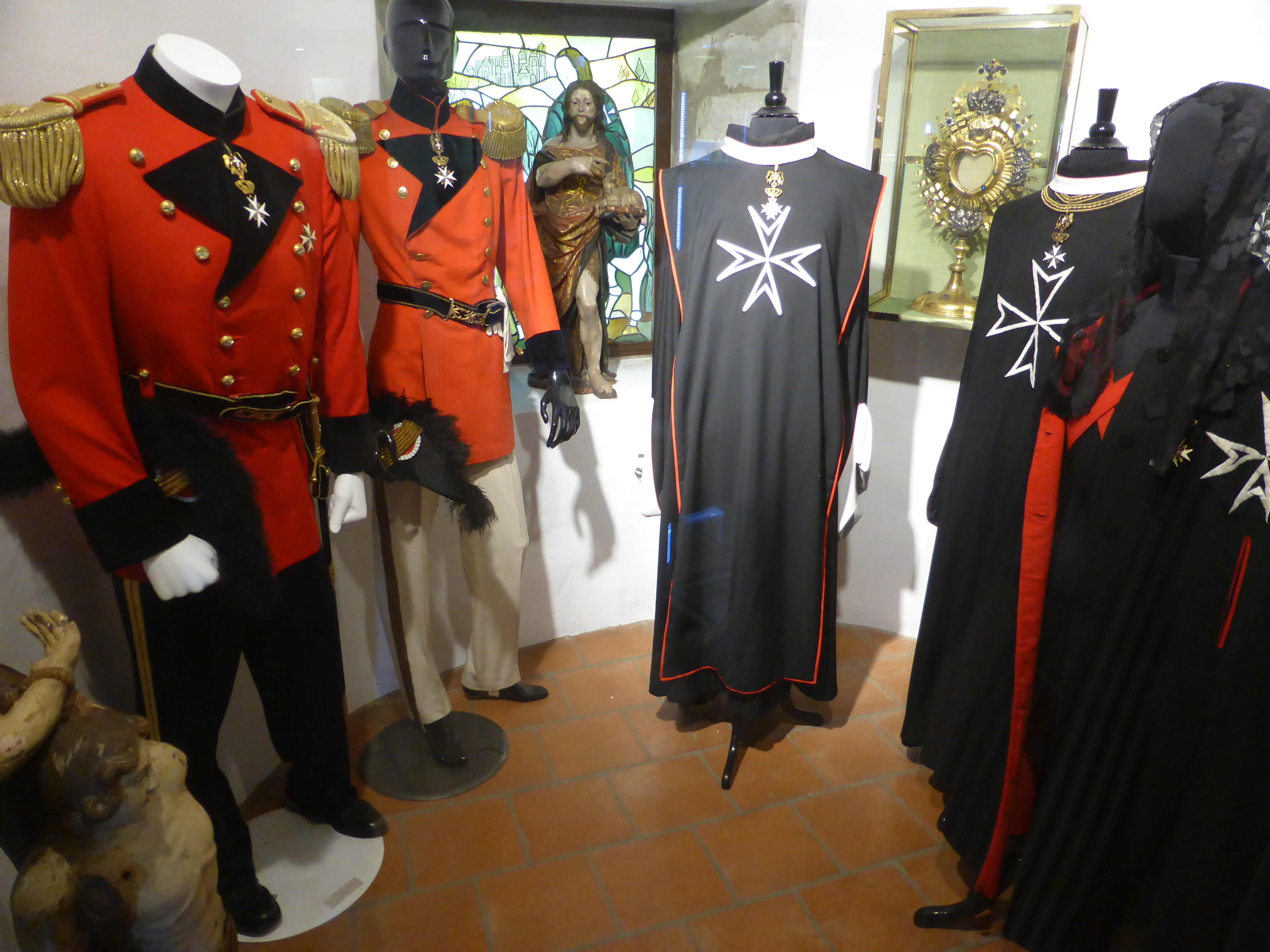
Compesières: musée de l'ordre de Saint-Jean de Jérusalem

Les Hospitaliers de l'ordre de Saint-Jean de Jérusalem reçoivent l'église de l'évêque de Genève, en 1270, puis bâtissent une maison forte à ses côtés. Ils agrandissent l’église dès le XIIIe siècle en y adjoignant une puis deux chapelles. Au XVIIe siècle, nouvel agrandissement et ouverture du mur de séparation, la chapelle des Hospitaliers devenant le bas-côté de l’église paroissiale.
La maison forte actuelle est construite dès 1425 en lieu et place d'une première demeure des frères hospitaliers. L'édifice carré du XVe siècle, desservi par une tour d'escalier de plan circulaire dans l'axe de la façade, et d'une tour carrée à l'opposé, est, après la Réforme protestante et la conquête du Pays de Vaud par les Bernois, occupé jusqu'en 1567 par des baillis bernois. Puis, l'Ordre ayant été restauré dans la région du Genevois, l'édifice est augmenté en 1628 d'une annexe avec tour ronde et d'un nouvel escalier pourvu d'une porte à fronton brisé portant l'inscription HANC STRUXIT MELIORIS AMOR (« ceci fut construit par amour du mieux »). Une rénovation en 1753 régularise les fenêtres dans le style des grandes demeures classiques. Sous la Révolution, l'Ordre est chassé en 1793, les tours sont décapitées, les armoiries et symboles de l'Ordre martelés. À la suite du rattachement de Genève à la France en 1798, les bâtiments abritent une fabrique de salpêtre. L'édifice devient en 1822 mairie, école et cure. Il abrite aujourd'hui mairie et musée de l'ordre de Saint-Jean de Jérusalem et de l'ordre souverain de Malte.

### Période contemporaine
La paroisse, devenue commune de Compesières, était centrée sur la Commanderie. Compesières comprenait au début du XIXe siècle les villages ou hameaux de Plan-les-Ouates, Arare, Saconnex-d'Arve, Bardonnex, Charrot, Landecy et Lathoy. Cinq paroisses ont ainsi été réunies à celle de Compesières, la Contre-Réforme amène un grand nombre de fidèles. L’église est dotée d’un clocher en 1805. 
- Territoire 1816-1821

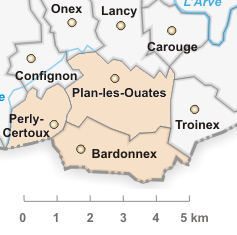
Compesières
Territoire 1816-1821

Lors du rattachement à Genève en 1816 : les hameaux de Perly et Certoux sont détachés de Saint-Julien et rattachés à Compesières ; le hameau d'Évordes est pris à Collonges et divisé entre Troinex et Compesières; Lathoy, à l'inverse, est séparé de Compesières et reste en Savoie, rattaché à Saint-Julien. 
Plus tard la commune est par deux fois divisée : Perly et Certoux se séparent de Compesières pour former la commune de Perly-Certoux en 1821 ; puis Compesières se divise en Bardonnex et Plan-les-Ouates en 1851. Depuis, le nom de Compesières désigne le hameau situé sur le territoire de la commune de Bardonnex et formé de la commanderie, de l'église, de l'école construite en 1900 et de quelques fermes.
Depuis 1822, le hameau comprend l'église, la commanderie, une ferme et des dépendances. En 1900, un nouveau bâtiment est construit pour accueillir l'école.
Il y a 36 habitants à Compesières selon un recensement de 1843.

#### L’Église

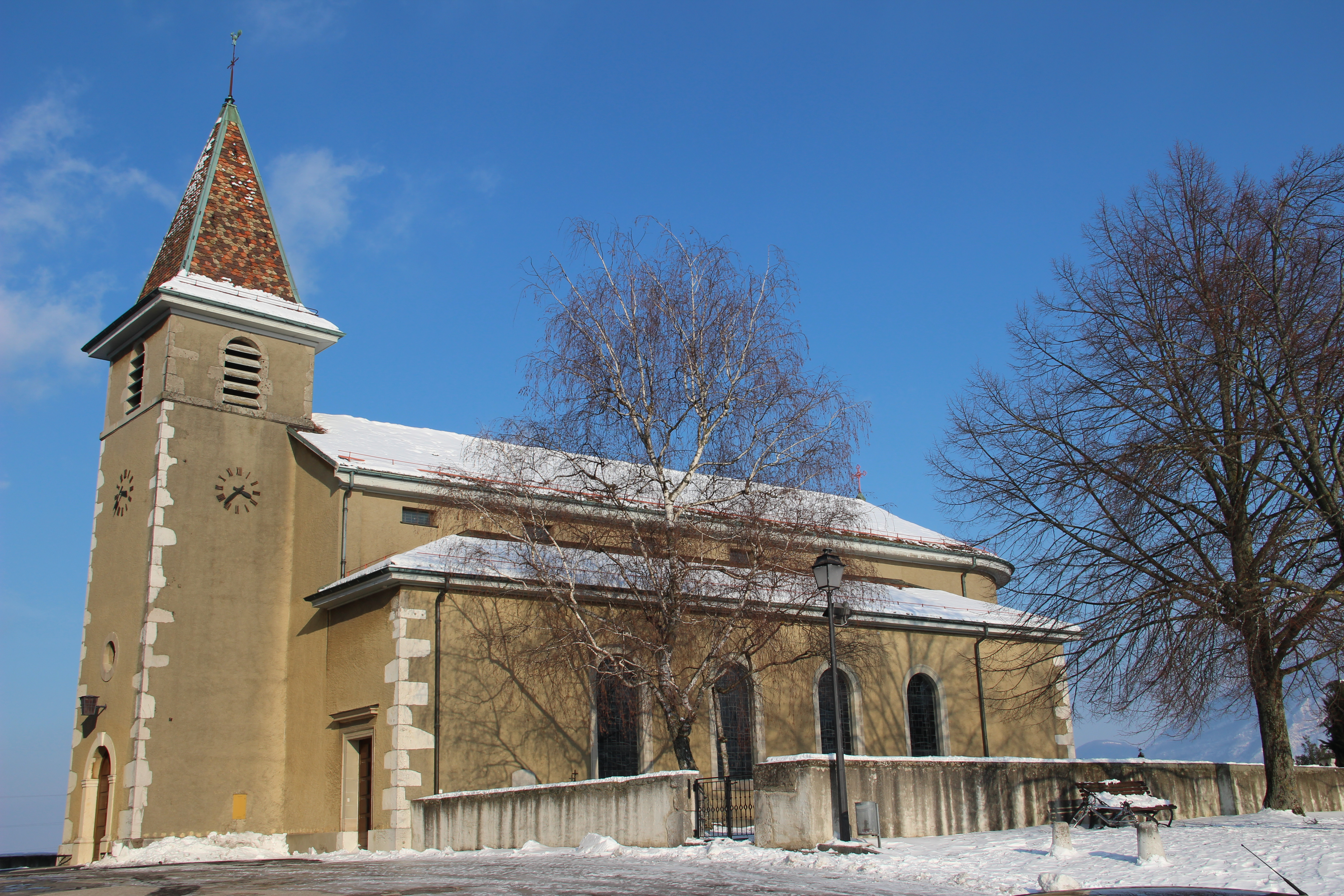
L’église Saint Sylvestre.

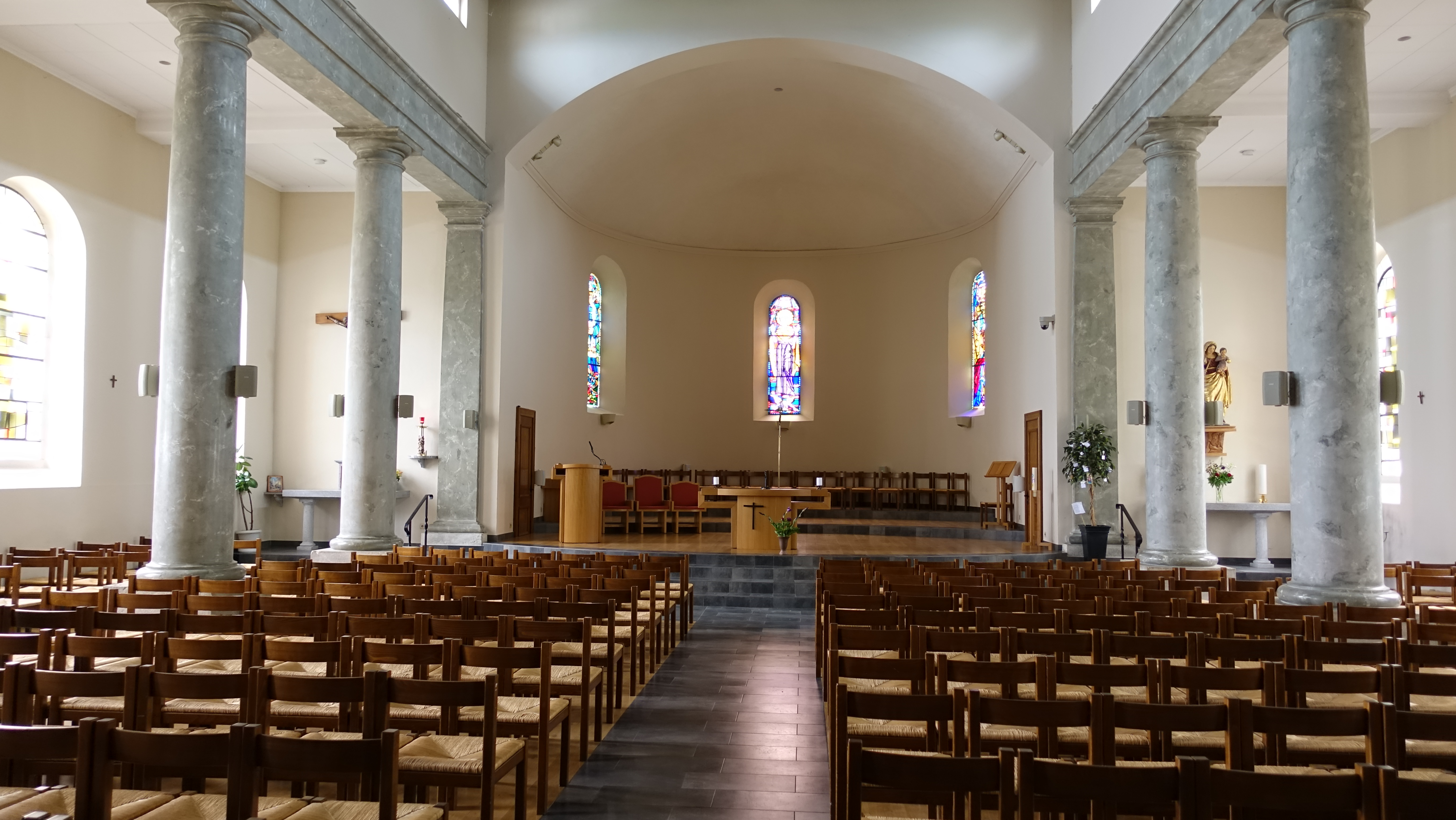
Intérieur de l’église en 2020.

Les paroissiens du début du XIXe siècle étaient près de 1 300, mais l'église n'avait que 400 places. Il fut décidé de la détruire pour reconstruire plus grand. L'église actuelle date de 1834-1835,. La cure est située dans la commanderie.
L'église a été restaurée en 1953-1954 à l'initiative du curé de la paroisse, le chanoine Adrien Dusselier. Cinquante ans plus tard, elle est rénovée et fait l'objet de recherches archéologiques, qui se terminent en 2007. Depuis lors, outre sa vocation première, elle accueille des manifestations culturelles : Les Musicales de Compesières.

#### Conspiration de Compesières
La conspiration de Compesières est le titre donné en 1870 à un texte en dialecte savoyard, écrit à Genève en 1695 et dirigé contre les curés savoyards. Le titre original serait Entreprise des curés contre Genève. Selon une version, l’auteur serait Jean Mussard (1644-1703). Le texte comprend 740 vers et 181 strophes. Le choix de Compesières pour cette fiction n'est lié à aucune réalité, selon les recherches historiques (voir l’édition critique de 1988).
Voici la première strophe, selon l’édition de 1870 et sa traduction dans l’édition critique de 1988.
« Ecouta to l'entrepreiza cruella
Qu’a éta faita encontre ceta vella
Pet to lou paitr' & to lou z'encoura
De la Savoy, que la volon troubla. »
« Écoutez tous le terrible projet
Qui a été fait contre cette ville
Par tous les prêtres et tous les curés
De la Savoie qui veulent la troubler »

#### Le baptême à la baïonnette
Dans le cadre des conflits religieux genevois de la fin du XIXe siècle, des curés dits « libéraux » furent imposés par le gouvernement genevois (la loi sur les cultes votée par le parlement et le peuple en 1873 exige l’élection des curés et le serment d’allégeance à l’État). La résistance des communautés catholiques fut forte. En 1875, le gouvernement fait intervenir la troupe pour permettre un baptême dans l'église de Compesières, le maire Joannès de Montfalcon refusant de délivrer les clés du bâtiment. Cet évènement laissa une forte impression et est resté dans les mémoires sous  le nom de « baptême à la baïonnette »,.

### XXIesiècle
En 2000, la population du hameau est de 20 habitants.
Les collaborations intercommunales et réorganisations décidées par le canton au XXIe siècle vont réunir les écoles de Bardonnex et Perly-Certoux dès 2008 sous une seule direction. Les pompiers collaborent au sein des communes de Genève-Sud. L'état-civil a été regroupé en 2001 pour former l'arrondissement de Plan-les-Ouates, qui comprend aussi Troinex, Perly et Plan-les-Ouates. Par ailleurs la paroisse protestante actuelle s'étend sur Plan-les-Ouates, Bardonnex et Perly-Certoux (une extension analogue à l'ancienne commune de 1816-1821).

## Galerie

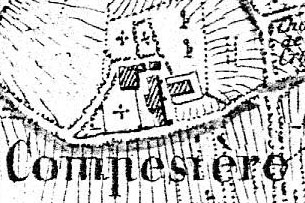
Le hameau de Compesières en 1830 (carte «Mayer»)
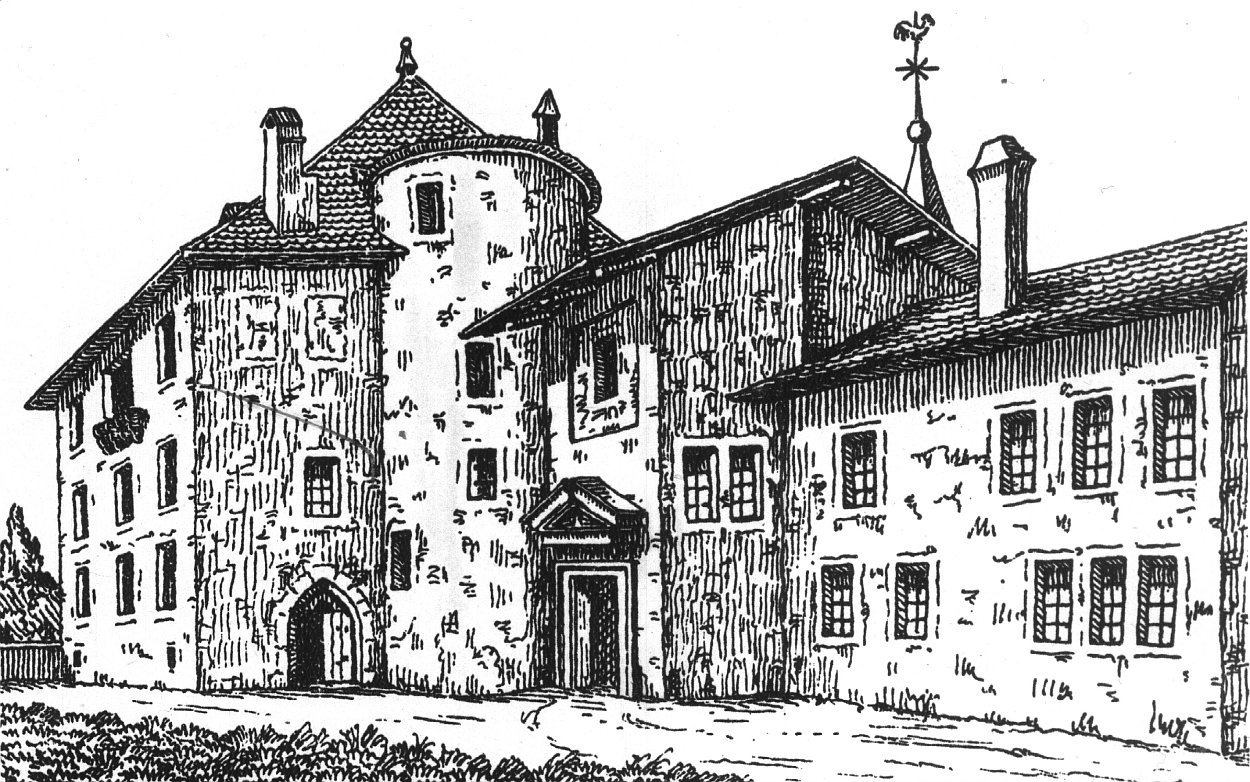
La Commanderie vers 1840
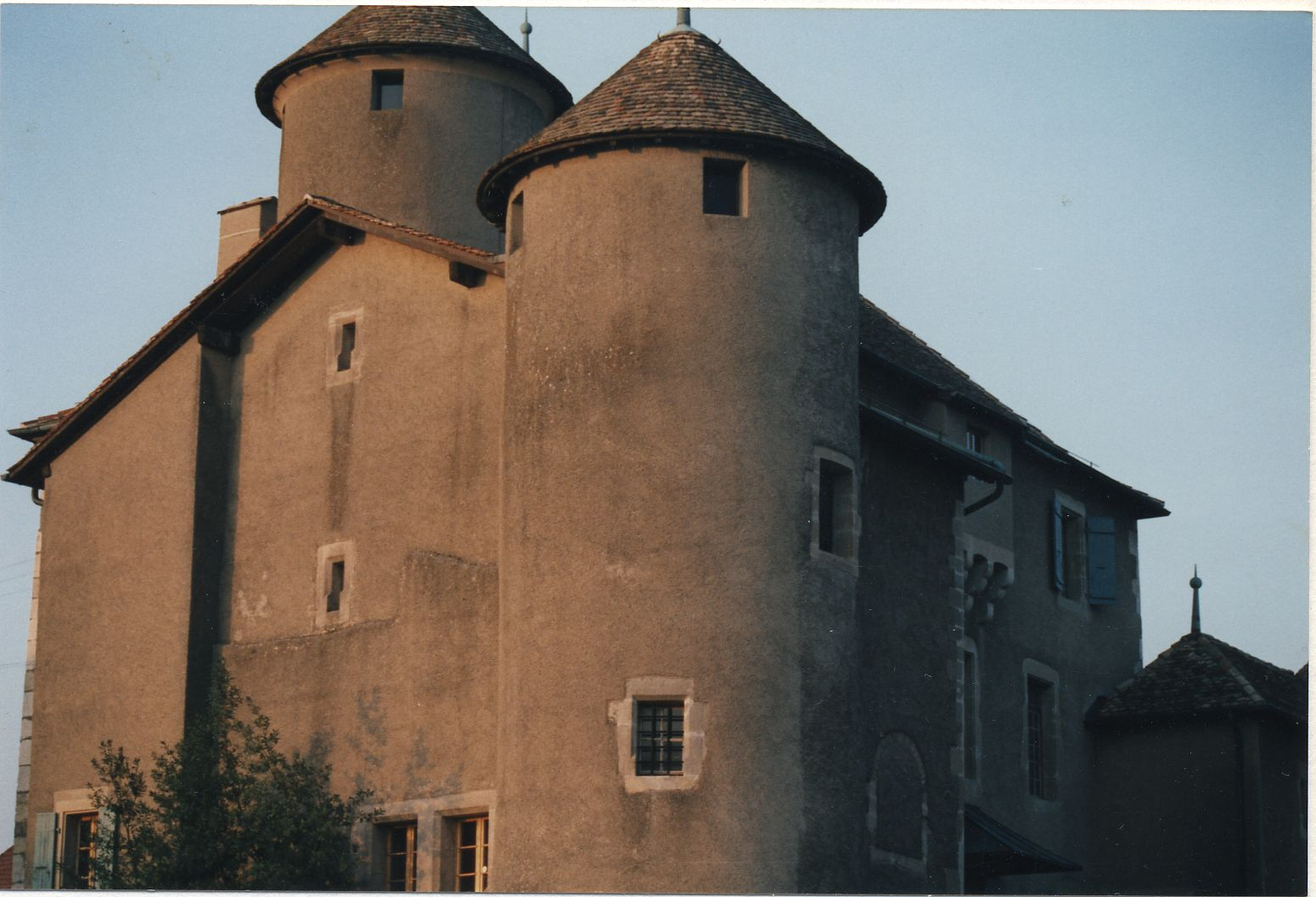
La Commanderie en 2004
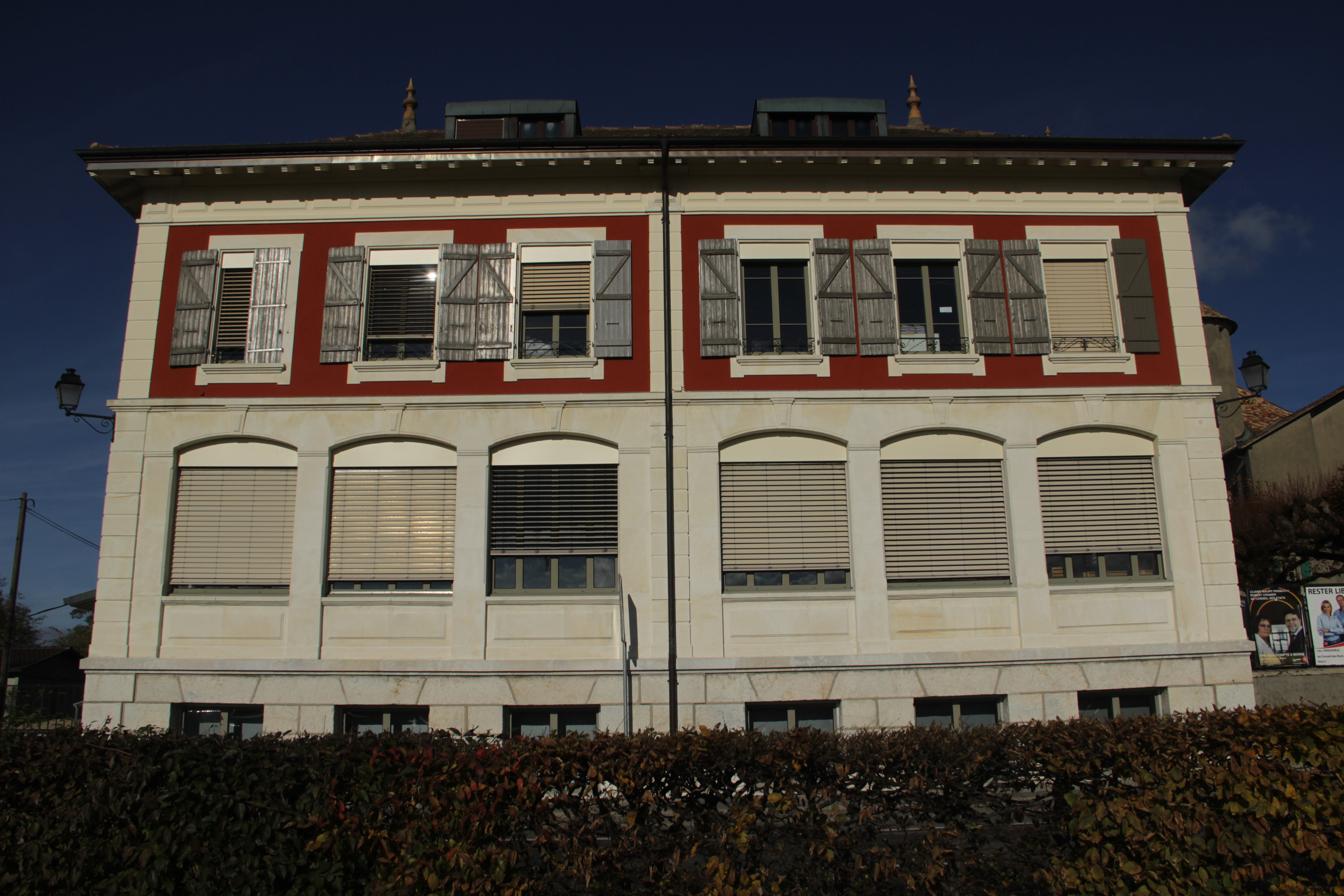
L’école en 2015
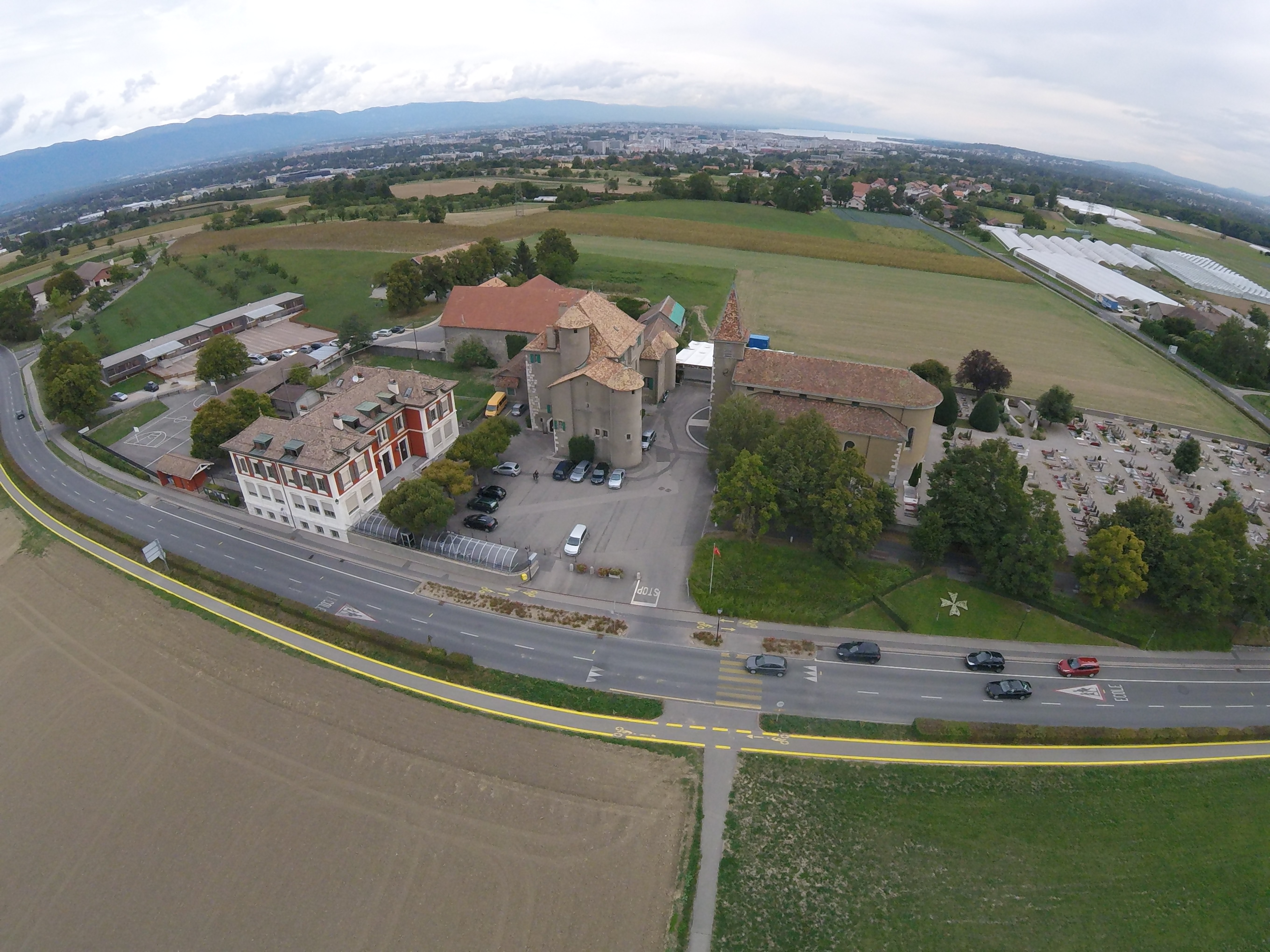
Le hameau en 2015, vue aérienne